# Chimarra furcata
Chimarra furcata är en nattsländeart som beskrevs av Jacquemart 1961. Chimarra furcata ingår i släktet Chimarra och familjen stengömmenattsländor. Inga underarter finns listade i Catalogue of Life.